# Prawo Kirchhoffa (promieniowanie)
Prawo promieniowania cieplnego Kirchhoffa – prawo, zgodnie z którym w ustalonej temperaturze stosunek zdolności emisyjnej ciała do jego zdolności absorpcyjnej jest uniwersalną funkcją, taką samą dla wszystkich ciał. Ze względów historycznych funkcję tę nazywa się funkcją Kirchhoffa. Ma ona postać
{\displaystyle {\frac {E(\nu ,T)}{A(\nu ,T)}}=\varepsilon (\nu ,T)}
gdzie:
{\displaystyle E(\nu ,T)} – zdolność emisyjna ciała w dziedzinie częstości,
{\displaystyle A(\nu ,T)} – zdolność absorpcyjna ciała w dziedzinie częstości,
{\displaystyle \varepsilon (\nu ,T)} – uniwersalna funkcja Kirchhoffa.
Prawo to zostało odkryte w 1859 roku przez Gustawa Kirchhoffa.
Z definicji ciała doskonale czarnego, dla którego zdolność absorpcyjna dla każdej częstości i w każdej temperaturze jest równa jedności, wynika, że funkcja Kirchhoffa jest zdolnością emisyjną ciała doskonale czarnego.
{\displaystyle A_{\mathrm {CDC} }(\nu ,T)\equiv 1\,\,\Rightarrow \,\,E_{\mathrm {CDC} }(\nu ,T)=\varepsilon (\nu ,T)}